# Rocar
Rocar was een Roemeense fabrikant van kleine vrachtwagens, bussen en trolleybussen. Het hoofdkantoor was gevestigd in Boekarest. De naam Rocar werd in 1993 aangenomen toen het staatsbedrijf Uzina Autobuzul București werd omgevormd tot naamloze vennootschap Rocar S.A..

## Geschiedenis
Het bedrijf werd opgericht in 1951, de eerste productielijnen werden gemaakt voor rollend materieel en landbouwmachines. In 1956 werd de eerste bus gebouwd op een vrachtwagenchassis, later werd het productieprogramma uitgebreid met trolleybussen, ambulances en kleine vrachtwagens, alle ontworpen door Autobuzul zelf. De kleine vrachtwagens kregen de aanduiding TV.
In 1968 begon Autobuzul met het exporteren van auto's naar Oost-Europa, Afrika, Zuid-Amerika en het Midden-Oosten. In 1971 kocht het bedrijf een licentie van MAN uit Duitsland. Na 1990 ging men samenwerken met het carrosseriebedrijf De Simon uit Italië. De productie van kleine vrachtwagens werd gestaakt in 1996, bussen en trolleybussen werden gebouwd tot 2000.
In 2004 ging de onderneming failliet.